# Maciej Święcicki

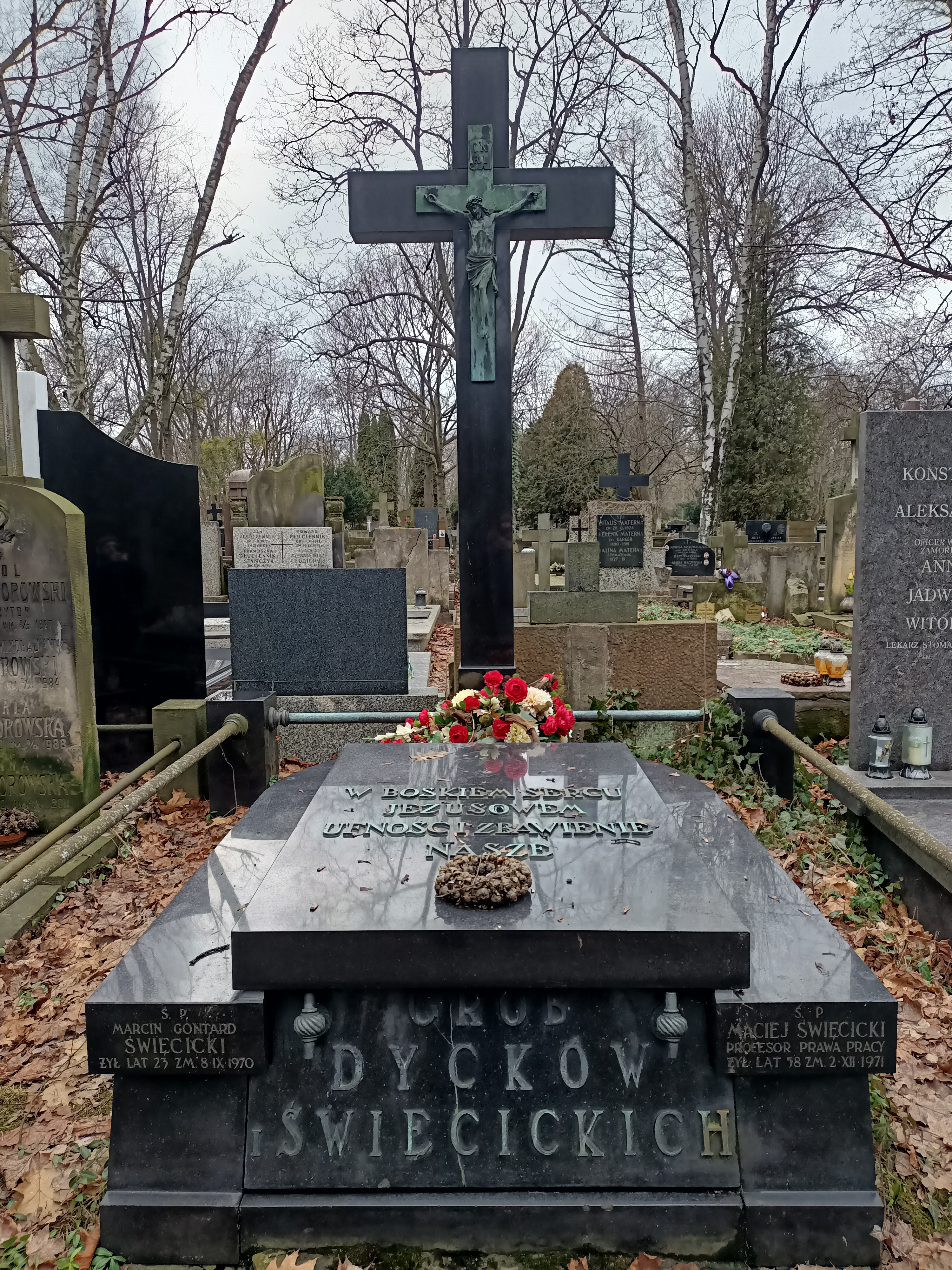
Grób Macieja Święcickiego na cmentarzu Powązkowskim w Warszawie

Maciej Kazimierz Święcicki herbu Jastrzębiec (ur. 7 lutego 1913 w Warszawie, zm. 2 grudnia 1971 tamże) – profesor zwyczajny, doktor nauk prawnych. 

## Życiorys
Absolwent gimnazjum im. Jana Zamoyskiego w Warszawie. 
Uczestnik kampanii wrześniowej, w której został ciężko ranny. Uczestnik powstania warszawskiego. Jesienią 1944 ewakuował niewidome dzieci z Zakładu dla niewidomych w Laskach. 
W marcu 1945 objął stanowisko asystenta w Katedrze Prawa Cywilnego Uniwersytetu Jagiellońskiego z przydzieleniem do prawa pracy. Był pracownikiem Szkoły Głównej Planowania i Statystyki. Kierownik Zakładu Ekonomiki i Prawa Pracy, prowadził badania w ramach Instytutu Nauk Prawnych Polskiej Akademii Nauk. 
Założyciel i wieloletni kierownik Sekcji Ewangelicznej Klubu Inteligencji Katolickiej. Pisał artykuły do miesięcznika katolickiego Więź, m.in.: pod pseudonimem Jan Tłuchowski „Katecheci potrzebują rodziców” (nr 7/8 z sierpnia 1971), „Nowy Kodeks a kultura pracy” (nr 11 z 1971). Członek organizacji Juventus Christiana. Wychował sześcioro dzieci i czworo dzieci adoptowanych. Jego słowa były często cytowane m.in. przez Prezydenta RP Lecha Kaczyńskiego.

## Prace naukowe i książki
- „Historia doktryn społecznych” – skrypt wykładów wygłoszonych w pierwszym roku akademickim,
- „Prawo stosunku pracy – zarys systemu”,
- „Prawo dnia powszedniego” (wyd. Książka i Wiedza 1971),
- „Jak studiować? Jak pisać pracę magisterską? (wyd. PWN 1969),
- „Prawo pracy"(PWN, 1969)- pierwszy w Polsce uniwersytecki podręcznik o Prawie pracy,
- „Instytucje polskiego prawa pracy w latach 1918 – 1939” (1960),
- „Spółdzielczy stosunek pracy w spółdzielniach produkcyjnych rolnych,
- „Podstawowe problemy prawa pracy” – zespół artykułów monograficznych,
- „Prawo wynagrodzenia za pracę”,
- „Umowa o pracę – istota i funkcje”,
- „Zawiązanie i trwanie stosunku pracy”.